# Dendrobium hamadryas
Dendrobium hamadryas är en orkidéart som beskrevs av Rudolf Schlechter. Dendrobium hamadryas ingår i släktet Dendrobium, och familjen orkidéer. Inga underarter finns listade i Catalogue of Life.